# イルディバルド
イルディバルド（Ildibaldo ? - 541年）は、東ゴートとイタリアの王（在位：540年 - 541年）。イルディバド（Ildibad）、ヒルデバド（Hildebad）、またヒルデバドゥス（Heldebadus）とも呼ばれた。
イルディバルドは、ヒスパニアの西ゴート王テウディスの甥で、西ゴート人であった。ベリサリウスの複雑な宮廷の陰謀に巻き込まれたことと、ラヴェンナに王が残る必要があったことから、ヴィティージェに代わりイルディバルドが王に選ばれた。
イルディバルドが、饗宴の合間にゲピド族の一人に殺害されるまで約1年間君臨した。その後は短期間エラーリコが、そしてその甥のトーティラが継いだ。